# 5699 Мунк
5699 Мунк (5699 Munch) — астероїд головного поясу, відкритий 16 жовтня 1977 року.
Тіссеранів параметр щодо Юпітера — 3,499.